# Национален театър (Бърно)
Националният театър в Бърно (на чешки: Národní divadlo v Brně) е основната държавна театрална институция в чешкия град Бърно. Адрес: Чехия, Бърно, ул. „Дворжакова“.

## История
Основан е през 1884 г. по образец на Националния театър в Прага.
Понастоящем Националният театър в Бърно има 3 сцени, по същество комбинация от 2 специализирани театъра и театрален салон.
- Театър „Махен“ (Mahenovo divadlo) е основната сцена на драматичната трупа на Националния театър[1]. Исторически това е първият театър, днес чисто драматична сцена; първоначалното му име е Немски градски театър[2]. Неоренесансовото здание е построено специално за театъра от известното архитектурно бюро Фелнер & Хелмер през 1882 г. Това е първият електрифициран театър на територията на Чехия[3] и сред първите в света[4]. Проектът за електрифицирането е разработен лично от Томас Едисън. На 2 април 1925 г. от зданието на Националния театър в Бърно (Театър „Махен“) е осъществено първото радиопредаване на Чешкото радио на Бърно[5].

- Театър „Яначек“ (Janáčkovo divadlo) е оперна сцена на Националния театър в Бърно; самият театър за опера и балет е основан през 1965 г. и работи в съвременно функционално здание, построено в периода 1961 – 1965 г.

- Театър „Редута“ (Divadlo Reduta). Сцената на театралния комплекс се използва за концерти, спектакли и представления на театрални колективи. През 1767 г. там свири дванадесетгодишният тогава Волфганг Моцарт. Съвременното сграда, преустроена в стил барок през 1731 – 1735 г., нееднократно е реконструирана. Зданието е най-старата театрална сграда в Централна Европа и в началото на 21 век е реконструирано отново. Понастоящем няма постоянна трупа.